# Diuris carinata
Diuris magnifica là một loài lan sinh sống tại vùng Tây Nam tiểu bang Tây Úc.

## Hình ảnh

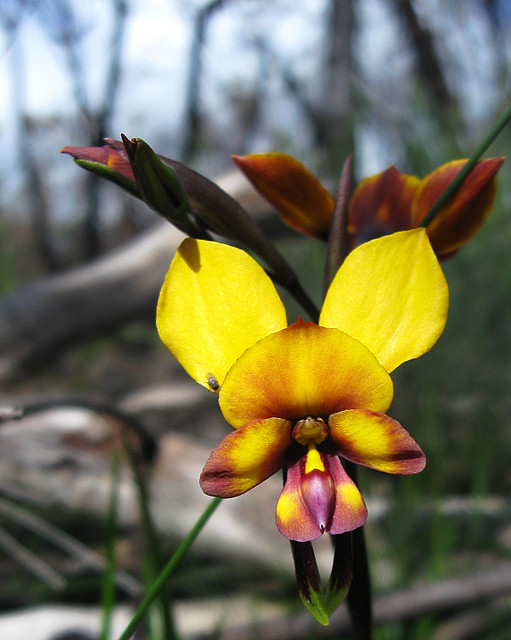